# パウィーナー・ホンサグン財団
パウィーナー・ホンサグン財団（タイ語名:มูลนิธิปวีณาหงสกุลเพื่อเด็กและสตรี、英語:Pavena foundation for children and women）はタイの児童および女性の人権擁護を行う財団である。

## 概要
タイ下院議員パウィーナー・ホンサグン（ปวีณา หงสกุล）が1999年4月27日に創設した。財団の目的は、基本的人権侵害・暴力・家庭内暴力など様々な問題を抱える児童や女性に、幸福な社会の中で倫理を保ちながら安心して生活できるよう救済することにより、より良いタイ国家社会の実現を目指すことである。

## 所在地
バンコク　バーンケーン区 クローンタノン地区 パホンヨーティン通り69/1　ソーイ・パホンヨーティン プンルワン・コンプラックス 1047-1049 
（1047-1049 ผึ้งหลวงคอมเพล็กซ์ ซอยพหลโยธิน 69/1 ถนนพหลโยธิน แขวงคลองถนน เขตบางเขน กรุงเทพฯ ）

## 事業
主にタイ国内の児童、女性に対する虐待、性的暴行、売春強要などに対する訴えに基づき、適切な処分を行うように訴えたり、争議の仲裁を行う。近年、国外の売春強要されているタイ女性の救済にも乗り出しており、2009年12月19日には、南アフリカで監禁され売春を強要されていたタイ人女性の救出を、在南アフリカタイ大使館の協力のもとで行っている。

## 24時間連絡体制
財団では児童、女性に対する基本的人権の侵害・暴力・傷害・売春強要など、様々な被害に対応するために「パウィーナー24時間事業」を立ち上げ、電話受付で救済を行っている。